# Biscutella fontqueri
Biscutella fontqueri là một loài thực vật có hoa trong họ Cải. Loài này được Guinea & Heywood mô tả khoa học đầu tiên năm 1963.